# Verdrag van Fleix

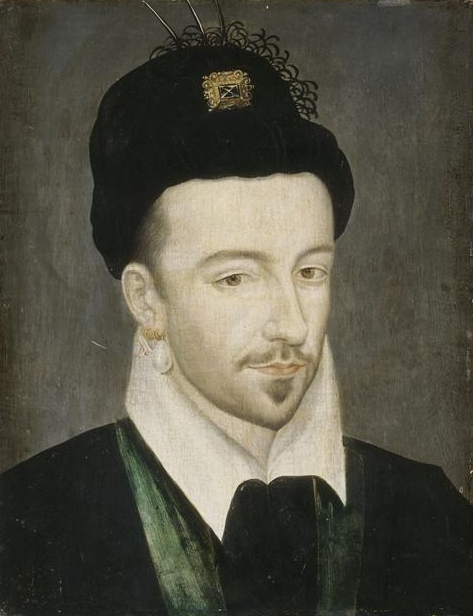
Hendrik III van Frankrijk. Olieverf op paneel 29x22 cm door anoniem, naar Étienne Dumonstier (1540-1603), 1571-1581.

Het Verdrag van Fleix (ook bekend als het Edict van Fleix of de Vrede van Fleix) werd op 26 november 1580 in Le Fleix ondertekend door Hendrik III, koning van Frankrijk. Het werd onderhandeld door Frans van Anjou, die de militaire inspanningen op de Habsburgse Nederlanden wilde richten, aangezien daar de Nederlandse Opstand op dat ogenblik plaatsvond. Het akkoord beëindigde officieel de zevende fase van de Hugenotenoorlogen. De overeenkomst erkende alle eerdere verdragen die religieuze privileges verleenden aan de hugenoten.
Lang zou de vrede echter niet standhouden, want slechts zeven jaar later brak het volgende godsdienstige conflict uit: de Drie-Hendriken-Oorlog. Pas op 13 april 1598 werd er daadwerkelijk een oplossing gevonden voor het conflict met de uitvaardiging van het Edict van Nantes door Hendrik IV.